# Prêmio Adolf Fick
O Prêmio Adolf Fick (em alemão:  Adolf-Fick-Preis) da Fundação Adolf Fick é a mais significativa distinção alemã na área da fisiologia. É concedido desde 1929 a cada cinco anos a um ou mais fisiologista de destaque, dotado atualmente com 10 mil euros.
O prêmio foi instituído em comemoração ao aniversário de cem anos do nascimento de Adolf Eugen Fick por seus filhos; a administração e concessão do prêmio é de responsabilidade da Physikalisch-Medizinische Gesellschaft de Würzburg.

## Recipientes
- 1929 Hermann Rein[1]
- 1935 Hans Spemann
- 1939 Karl Lohmann
- 1944 Hans Schaefer
- 1949 Carl Martius
- 1954 Herbert Hensel
- 1959 Robert Stämpfli
- 1964 Martin Klingenberg[2]
- 1969 Gerhard Thews[3]
- 1974 Johann Caspar Rüegg
- 1979 Ute Gröschel-Stewart[4]
- 1984 Erwin Neher[5] e Bert Sakmann[6]
- 1988? Rainer Greger
- 1994 Heini Murer
- 1999 Arthur Konnerth[7]
- 2004 Thomas Jentsch
- 2009 Peter Jonas[8]
- 2014 Ralf Peter Louis Brandes[9]
- 2019 Carsten Wagner[10]